# Систематическая номенклатура аренов

орто-, мета- и пара- положение заместителей

Первый гомолог бензола — метилбензол (толуол), имеющий химическую формулу C7H8. Как и все однозамещенные производные толуол не имеет изомеров положения.
Второй гомолог C8H10, может существовать в четырёх формах: этилбензол C6H5-C2H5 и три диметилбензола (ксилола) с химической формулой C6H4(CH3)2 (орто-, мета-, пара-ксилол, или 1,2-, 1,3-, 1,4-диметилбензол).
Радикал бензола C6H5- называется фенил, а названия радикалов гомологов бензола по номенклатуре ИЮПАК происходят от названий соответствующих углеводородов с добавлением суффикса -ил. Общее название для всех ароматических радикалов — арилы.